# Ходкевич, Юрий
Ю́рий (Ежи) Алекса́ндрович Ходке́вич (1524 — 6 июня 1569, Тракай) — государственный деятель Великого княжества Литовского, стольник великий литовский (с 1549 года), кравчий великий литовский (с 1555 года), каштелян трокский (1566—1569), староста белзский, ошмянский и пуньский.

## Биография
Представитель литовского магнатского рода Ходкевичей герба «Ходкевич», третий (младший) сын воеводы новогрудского Александра Ивановича Ходкевича (1457—1549) и княжны Василисы Ярославны Головчинской (ум. 1552). Старшие братья — гетман великий литовский Григорий Ходкевич (ум. 1572) и каштелян виленский Иероним Ходкевич (ок. 1500—1561)
После смерти своего отца (1549) Ежи Александрович Ходкевич унаследовал часть родовых владений. В том же году получил должность стольника великого литовского, в 1555 году упоминается в звании кравчего великого литовского. В 1566 году Ежи Ходкевич получил должность каштеляна трокского.
Юрий Александрович Ходкевич вместе братьями Григорием и Иеронимом и племянником Яном Иеронимовичем (ок. 1537—1579) сформировали политико-экономический альянс, находившийся в оппозиции к Радзивиллам и королевской власти. Каштелян трокский Ежи Ходкевич выступал против подписания Люблинской унии между Польшей и Великим княжеством Литовским.

## Владения
Про размер владений Ю. А. Ходкевича дает представление «Попис войска литовского 1569 года»:
«Пан Троцкий. Месяца октебра 14 дня во второк. Пан Троцкий, староста Бельский, пан Юръи Александрович Ходкевича оказал почот свой, который ставил з ыменей своих, то есть — з Берестовицы, з Рудавое, с Поплавцов и з дворца Ивашковского и Войтеховского, и од бояр, к тому дворцу належачих, коней пятьдесят пять; а з ыменья з Росиклепачов, Зубовщины и од бояр, к тым двором належачих, коней тридцать три; а з ыменья Тростеницкого коней петнадцать; а з ыменья Волное и од бояр, к тому двору належачих, коней чотыры; а з двора Долгиновского и з дворцов, до его належачих — с Погоста и Стьца и од бояр, к тому двору прислухаючих, коней деветь; а з двора Маньковского и од бояр, к нему належачих, коней шесть.
Сумою зо всих тых именей с повинности ставил почту коней сто двадцать два; а драбов при том почте ставил шестьдесят два; а на ласку короля его милости ставил коней пятьдесят осм; а драбов на ласку гоподорьскую ставил сорок. Весь тот почоть, зложивши повинны и с тыми, што на ласку господарскую ставил, чинить всего коней сто осмдесят збройно — пнцри, пр., тар., др.; а драбов всих сто два — з шписами сорок, ве зброях — дванадцать, а з ручницами, а з рогатинами пятьдесят».

## Семья
Был дважды женат. До 1555 года первым браком женился на Евгении Горностай (ум. 1557), от брака с которой имел сына и дочь:
- Константин Ходкевич (ум. 1571), был женат на княжне Варваре Ивановне Соломерецкой
- София Ходкевич (ум. после 1602), 1-й муж староста житомирский князь Михаил Александрович Чарторыйский (ум. 1584), 2-й муж каштелян каменецкий Рафал Сенявский (Rafał Sieniawski)

В 1558 году вторично женился на княжне Софии Слуцкой (ум. 1571), дочери князя Юрия Семёновича Слуцкого (1492—1542) и Елены Радзивилл (ум. 1546). Дети:
- Ежи Ходкевич (ум. 1595), кравчий великий литовский и староста жемайтский
- Иероним Ходкевич (1560—1617), конюший великий литовский, каштелян виленский
- Гальша Ходкевич (ум. 1613), жена каштеляна смоленского Вацлава Шемета (ум. 1599); их дочь Александра Шемет была первой женой князя Александра Огинского.